# Harrison (Ohio)
Harrison – miasto w Stanach Zjednoczonych, w południowo-zachodniej części stanu Ohio. Zachodnia część miasta – West Harrison leży już w stanie Indiana. Liczba mieszkańców w 2000 roku wynosiła 7487.